# The Shaggs
The Shaggs fue una banda de rock estadounidense formada en Fremont (Nuevo Hampshire), en 1965. Estaba compuesta por las hermanas Dorothy «Dot» Wiggin (voz y guitarra principal), Betty Wiggin (voz y guitarra rítmica), Helen Wiggin (batería) y, posteriormente, Rachel Wiggin (bajo). Su música ha sido descrita como una de las peores de todos los tiempos y una obra de brillantez involuntaria.
Las Shaggs compusieron canciones aparentemente simples y extrañas con guitarras desafinadas, compases erráticos, ritmos desconectados, melodías errantes y letras rudimentarias. Según la revista Rolling Stone, las hermanas cantaban como «Trapp Family Singers lobotomizadas», mientras que el músico Terry Adams comparó su música con las composiciones de free jazz de Ornette Coleman.
Las Shaggs se formaron por insistencia de su padre, Austin Wiggin, quien creía que su madre había predicho su ascenso a la fama. Durante varios años, las obligó a ensayar a diario y a actuar semanalmente en el ayuntamiento de Fremont. Las chicas no tenían ningún interés en convertirse en músicas y nunca llegaron a dominar la composición ni la interpretación. En 1969, Austin les financió la grabación de un álbum, Philosophy of the World, que fue distribuido en cantidades limitadas en 1969 por un sello discográfico local. The Shaggs se disolvió en 1975 tras la muerte de Austin.
A lo largo de las décadas, Philosophy of the World circuló entre los músicos y encontró aficionados como Frank Zappa y Kurt Cobain. Tras una reedición en 1980 con Rounder Records, recibió críticas entusiastas por su singularidad en Rolling Stone y The Village Voice. Una recopilación de material inédito, Shaggs' Own Thing, se publicó en 1982. The Shaggs se convirtieron en objeto de fascinación en la década de 1990, cuando creció el interés por la música outsider, y se les atribuye la influencia del twee pop. Dot y Betty volvieron a reunirse para dar conciertos en 1999 y 2017; Helen murió en 2006. Como Dot Wiggin Band, Dot lanzó un álbum en 2013 que contiene canciones de Shaggs inéditas.

## Historia
El grupo fue formado en 1968 por las hermanas Wiggin, siguiendo la voluntad de su padre. 
Wiggin retiró a sus hijas del colegio, les compró instrumentos y les hizo seguir cursos de música. Las hermanas, que nunca habían contemplado la idea de formar un grupo, se doblegaron a la voluntad de su padre. Tocaban todos los sábados por la noche en una sala de fiestas de Fremont (Nuevo Hampshire).

## Particularidad musical y legado
La música de The Shaggs fue descrita por la revista Rolling Stone como parecida a la de "cantantes de la familia Trapp lobotomizados" (en referencia a la autobiografía familiar de Maria Augusta Trapp). El grupo fue alabado por su trabajo bruto, intuitivo y un estilo de escritura lírico y honesto. El álbum Philosophy of the World fue elogiado como una obra de arte bruto.
Kurt Cobain nombró al disco Philosophy of the World en quinta posición de su lista de álbumes favoritos. Frank Zappa declaró en un episodio del programa del Dr. Demento que su álbum era "mejores que los de Los Beatles".

## Integrantes del grupo
- Betty Wiggin Porter – Guitarra y voz
- Dorothy "Dot" Wiggin Semprini – Guitarra y voz
- Helen Wiggin – Batería (falleció en 2006)
- Rachel Wiggin – Bajo eléctrico

## Discografía

### Álbumes de estudio
- Philosophy of the World (1969)

### Recopilaciones
- Shaggs' Own Thing (1982)
- The Shaggs (1990): grabaciones completas en estudio, reedición realizada bajo el título Rev-ola en 2004.

### Otros
- Better Than The Beatles - A Tribute to the Shaggs (2001)